# Porta Felice

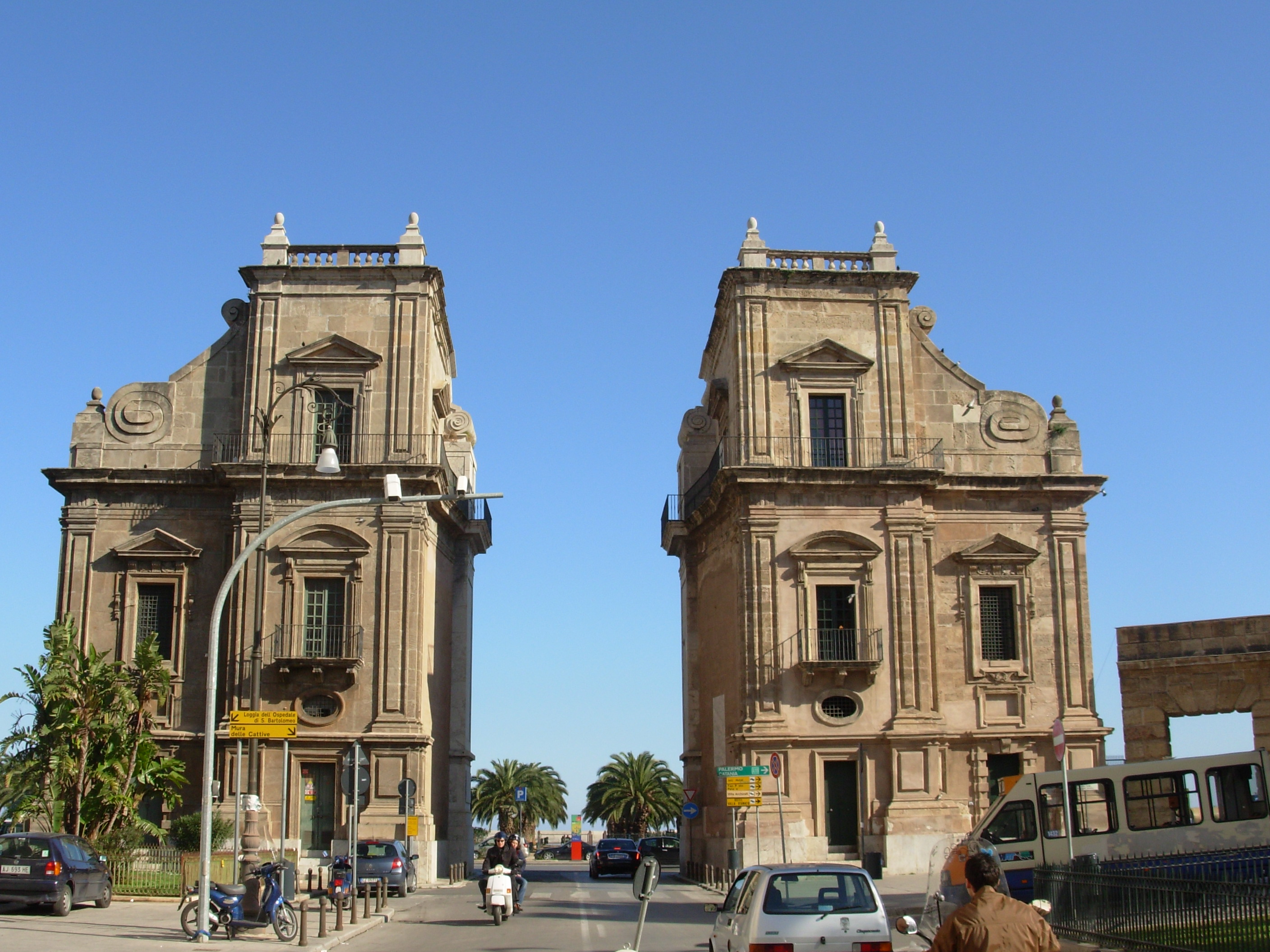
Porta Felice a Palerm

La Porta Felice és una de les portes de la ciutat de Palerm, Sicília. El monument significa l'entrada pel costat marítim al Cassaro, un dels eixos principals de la vila. El seu nom es deu a Donna Felice Orsini, la muller del virrei espanyol Marcantonio Colonna, que, el 1582, va decidir de fer construir una entrada monumental al Cassaro (l'actual Corso Vittorio Emanuele), que fou eixamplat fins a la mar el 1581. La Porta, constituïda per dos pilars colossals, va ser projectada per l'arquitecte palermità Mariano Smiriglio. Les obres van durar fins al 1637. L'interval de temps transcorregut va permetre la diferenciació de les façanes de cada pilar: així la primera part (la que es troba enfront de la mar) és de marbre gris i presenta trets típicamente renaixentistes, mentre que el segon pla (successiu al primer i acabat pels arquitectes Novelli, Smiriglio i Tedeschi) té característiques que s'assemblen més al barroc. A conseqüència dels bombardejos que ocorregueren durant la Segona Guerra Mundial, el pilar dret fou parcialment assolat, amb tot un restauració recent ha donat a la porta la seva esplendor antiga.